# Заборонений прийом
«Заборо́нений прийо́м» (англ. Sucker Punch) — фільм режисера Зака Снайдера, який вийшов 2011 року. Фільм поєднує в собі елементи фентезі, бойовика і трилера. Демонструвався у звичайному форматі та форматі IMAX.

## Сюжет
Дія відбувається у 1950 році. Молоду дівчину за наполяганням її лиходійського вітчима відправляють у психіатричну лікарню, де через п'ять днів їй мають зробити лоботомію. Щоб захиститися від болю, вона вигадує казковий світ, де і починає планувати свою втечу. Для цього їй потрібно знайти п'ять предметів, схованих одночасно в реальності і фантазіях.
У двадцятирічної дівчини на прізвисько Барбариска і її молодшої сестри помирає мати, заповівши все майно їм. Розлючений цим вітчим переслідує молодшу сестру. Аби захистити її, Барбариска бере пістолет вітчима. Випадково вона застрелює сестру, а вітчим віддає її до психлікарні. Він підкупляє санітара Блу Джонса, щоб він підробив підпис на дозвіл на лоботомію, і таким чином права на спадок перейдуть йому.
Барбариска дізнається, що фахівець з лоботомії прибуде через п'ять днів. В уяві Барбариски лікарня постає будинком розпусти, де повії розважають відвідувачів еротичними танцями. Тут Барбариска знайомиться з чотирма іншими танцівницями — Зефіркою, Блондою, Ракетою і Клепкою. Сутенер Блу хоче підготувати Барбариску до приїзду клієнта, який прибуде за п'ять днів. Мадам Горські береться навчити Барбариску танців. Дівчина уявляє себе в фантастичному світі стародавньої Японії. Вона розшукує храм і в ньому Мудреця, котрий радить знайти п'ять предметів для втечі: карту, вогонь, ніж, ключ і «велику жертву». На храм нападають велетні-самураї, озброєні кулеметами, але Мудрець дає Барбарисці меч і пістолет. У бою дівчина перемагає цих сильних, проте неповоротких нападників. Її бій усі в борделі бачили як надзвичайно акробатичний танець і вражені ним.
Барбариска переконує своїх нових подруг влаштувати втечу. Вона відволікає Блу, поки інші перемальовують план борделю. Під час цього танцю Барбариска уявляє себе разом з подругами в окопах Першої світової війни, де бореться з німцями-зомбі. Мудрець постає перед бійцями як Генерал і ставить завдання викрасти карту зі штабу німців. Викликавши робота, зомбі вдається подолати і взяти карту до того, як все довкола вибухне.
Наступного дня до борделю запрошують мера. Танець відволікає його, поки Клепка викрадає запальничку. Барбариска, танцюючи, уявляє світ, де Мудрець наказує добути вогняні камені. Дівчата потрапляють в замок, де точиться бій між лицарями й орками. Проникнувши всередину замку, Барбариска знаходить дитинча дракона, вбиває його і дістає з нутрощів камені. Дракониця чує це і мало не вбиває героїнь, але Барбарисці вдається зарубати її. Блу здогадується, що від нього щось приховують, але нічого не дізнається. Та Блонда проговорюється щодо плану втечі мадам Горські.
Щоб дістати ніж, подруги влаштовують танець для кухаря. Барбариска та інші, за вказівкою Мудреця, повинні наздогнати потяг з бомбою, яку охороняють роботи, і знешкодити її, перш ніж потяг досягне міста. Радіо, під яке відбувався танець, раптом перестає працювати. Кухар помічає, як Зефірка краде ніж, і замахується на неї іншим ножем. Ракета закриває собою подругу і смертельний удар дістається їй. В потязі вона лишається біля бомби затримати роботів і гине у вибуху.
Дізнавшись про цей випадок, Блу замикає Зефірку, а Ембер та Блонду застрелює. Він намагається зґвалтувати Барбариску, але вона вдаряє його вкраденим ножем і відбирає ключ, після чого звільняє Зефірку. Вони використовують запальничку, щоб підпалити бордель. Користуючись планом і ключем, поки в будівлі паніка, обоє вибираються у двір. Однак біля воріт у дворі стоїть група бандитів. Барбариска вирішує дати шанс на втечу Зефірці, виходячи до бандитів. Тим часом у реальному світі їй роблять лоботомію, однак лікар з її погляду підозрює, що це була здорова людина. Головний лікар Горські зауважує, що вона не дозволяла операції. Блу вдруге намагається зґвалтувати Барбариску, яка після лоботомії майже паралізована і нічого не тямить. Горські виявляє підроблений Блу підпис і розуміє, що він вже не раз відправляв здорових на лоботомію в обмін на хабар. Вона викликає поліцію, яка арештовує продажного лікаря.
Зефірка доти втекла з лікарні та збирається сісти на автобус, але поліція шукає її. Водій автобуса, яким виявляється Мудрець, запевняє поліцейських, що це його пасажирка, яка лише на трохи вийшла з автобуса. Зефірка здивована і зізнається, що не має квитка. Водій на це посміхається і запрошує в салон, після чого автобус від'їжджає.

## У ролях
- Емілі Браунінг — Барбариска
- Еббі Корніш — Зефірка
- Джена Малоун — Ракета
- Джеймі Чон — Клепка
- Ванесса Гадженс — Блонда
- Оскар Айзек — Блу, санітар лікарні/сутенер
- Карла Гуджино — Мадам Горські, головлікар/власниця борделю
- Скотт Гленн — Мудрець/Генерал/Водій автобуса
- Джон Гемм — доктор

## Саундтрек
| #  | Назва                                   | Виконавець(ці)                          | Тривалість |
| -- | --------------------------------------- | --------------------------------------- | ---------- |
| 1. | «Sweet Dreams (Are Made of This)»       | Емілі Браунінг                          | 5:18       |
| 2. | «Army of Me (Sucker Punch Remix)»       | Бйорк, у виконанні Skunk Anansie        | 6:50       |
| 3. | «White Rabbit»                          | Еміліана Торріні                        | 5:07       |
| 4. | «I Want It All / We Will Rock You мікс» | Queen, у виконанні Armageddon aka Geddy | 5:07       |
| 5. | «Search and Destroy»                    | Skunk Anansie                           | 4:24       |
| 6. | «Tomorrow Never Knows»                  | Елісон Моссхарт і Карла Азар            | 7:35       |
| 7. | «Where Is My Mind?»                     | Йоав і Емілі Браунінг                   | 6:08       |
| 8. | «Asleep»                                | Емілі Браунінг                          | 4:20       |
| 9. | «Love Is the Drug»                      | Карла Гуджино і Оскар Айзек             | 4:12       |

## Оцінки й відгуки
На агрегаторі Rotten Tomatoes фільм зібрав 22 % позитивних рецензій з середньою оцінкою 4,2/10 та консенсусом: «Він технічно вражаючий і насичений привабливими зображеннями, але без героїв або сюжету для їхньої підтримки всі візуальні гострі відчуття від „Забороненого прийому“ марні». На Metacritic середня оцінка складає 33/100.
Ентоні Квінн з британської газети «Independent» відгукнувся про фільм: «Я не сумніваюся, що містер Снайдер володіє уявою; просто те, що він собі уявляє, банальне, безсоромне та нудне».
Том Черіті для CNN писав: «Дякую Снайдеру (який разом зі Стівом Шібуєю написав сценарій) за те, що розкрив фантазію. Шкода тільки, що уява настільки сильно обмежена культурою модного несмаку, „перестріляй їх усіх“ і легкого порно… Брудна, невиразна, перенакачана імітація справжнього фільму».
Пітер Дебрюдж із «The Verge» описував свої враження: «Ефекти в довкіллі виглядають чудово, надаючи апокаліптичної атмосфери мініпригодам Барбариски. Але на цьому тлі актриси виглядають недоречно — не через їхню статеву приналежність, а тому, що дизайнер костюмів Майкл Вілкінсон одягає їх у принизливі фетишистські костюми, об'єктивуючи панянок так само, як Снайдер спартанців у „300“… З першої сцени молоді леді, здається, перебувають під постійною загрозою зґвалтування або вбивства дорослими чоловіками, а присічення жорстокості зовсім не зменшує цього враження».
Тодд Маккарті в рецензії для «The Hollywood Reporter» стверджував, що перенесення більшості дій фільму до світу уяви автоматично робить будь-яку загрозу нікчемною. «…Як ти не можеш померти у власних снах, так само нічого поганого насправді не може трапитися з п'ятьма дівчатами в цих пригодах…» — зауважував він. «Звісно, це все ще лишає реальне життя всередині психлікарні, де все суворішає і робиться пара приголомшливих поворотів, перш ніж можна буде спробувати втекти. Але навіть тоді кульмінаційний надихаючий поворот про непохитну силу уяви відчувається або як тема, не реалізована самим фільмом, або як гасло, прив'язане до недостатньо цілісної концепції».